# Piotr Greger

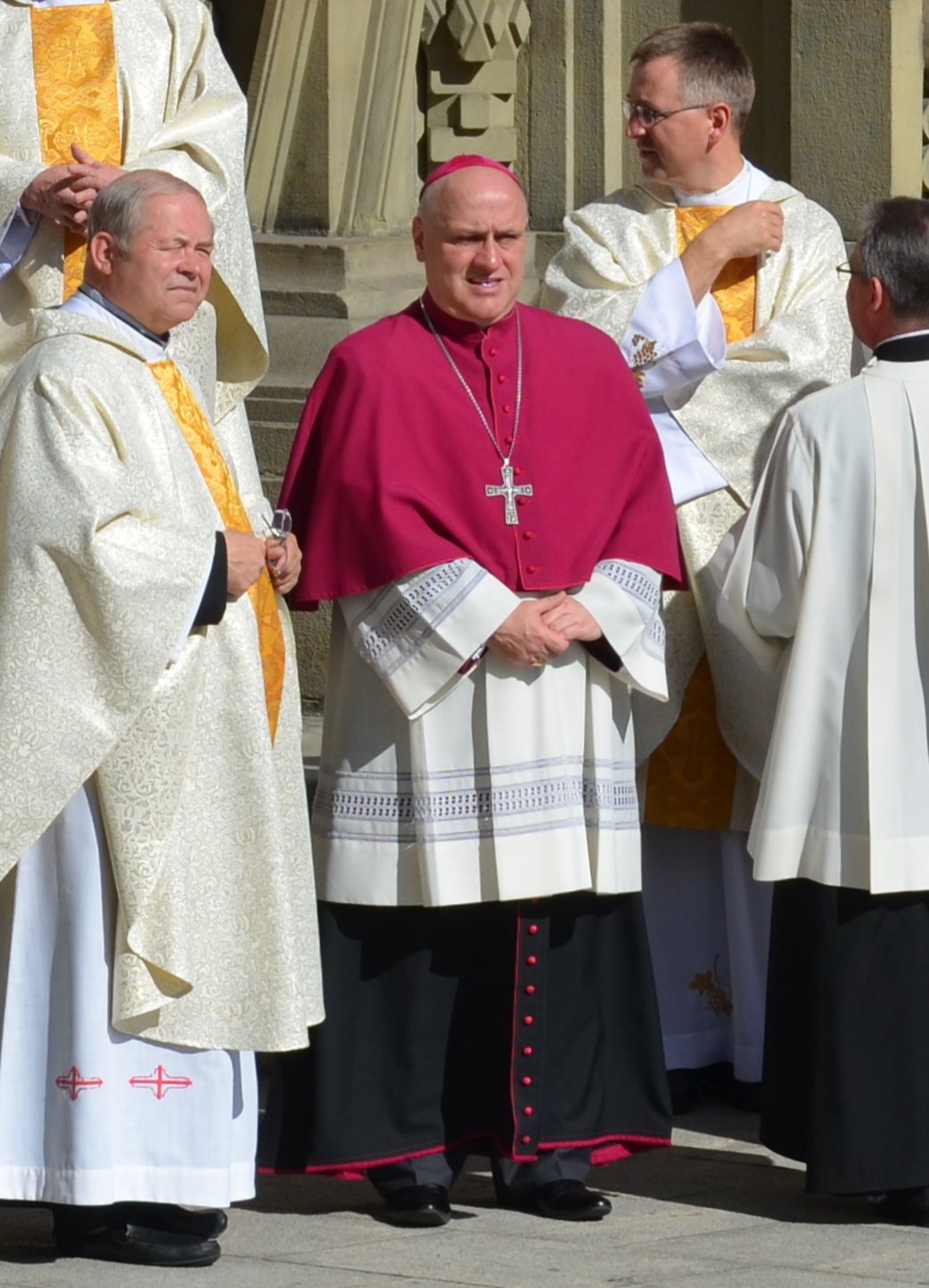
Piotr Greger (2016)

Piotr Greger (* 28. Mai 1964 in Tychy) ist ein polnischer römisch-katholischer Geistlicher und Weihbischof in Bielsko-Żywiec. 

## Leben
Nach dem Abitur in seiner Heimatstadt Mysłowice, trat er in das Priesterseminar in Kattowitz ein.  Der Weihbischof in Kattowitz, Janusz Edmund Zimniak, weihte Greger am 10. April 1988 zum Diakon; Bischof Damian Zimoń spendete ihm am 13. Mai 1989 die Priesterweihe für das Bistum Kattowitz. Am 25. März 1992 wurde er in das Bistum Bielsko-Żywiec inkardiniert. Weitere Studien führten ihn an die Katholische Theologische Akademie in Warschau und an die Päpstlichen Theologischen Akademie in Krakau, dort wurde er im Jahre 2000 zum Dr. theol. promoviert. 2002 wurde er stellvertretender Direktor des Theologischen Instituts in Bielsko-Biała, Professor für Liturgie und Vorsitzender der Liturgischen Kommission im Bistum Bielsko-Żywiec.
Papst Benedikt XVI. ernannte ihn am 22. Oktober 2011 zum Titularbischof von Assava und Weihbischof in Bielsko-Żywiec. Kardinal Stanisław Dziwisz, der Erzbischof von Krakau spendete ihm am 27. November die Bischofsweihe; Mitkonsekratoren waren der Apostolische Nuntius in Polen, Erzbischof Celestino Migliore und der Bischof von Bielsko-Żywiec, Tadeusz Rakoczy.

## Bischofswappen

Bischofswappen

Sein Wappen dreigeteilt in Blau, Rot und Gold zeigt in Feld 1 auf blauem Grund ein goldenes Kreuz darunter der Buchstabe M, es ist das Wappen Papst Johannes Paul II. ist auch seit Motto, das Kreuz der Erlösung darunter Maria unter deren Schutz sich Bischof Greger stellt. Feld 2 auf rotem Grund das Haupt Johannes des Täufers auf goldenem Tablett. Es ist Wappen seiner Heimatstadt Mysłowice. Feld 3 zeigt auf goldenem Grund Brot und Fisch, das Symbol der Eucharistie auch ein Hinweis auf seinen Namen Petrus, der Fischer. Hinter dem Wappenschild stehend das Kreuz darüber der grüne Galero mit jeweils sechs herunterhängende Quasten.
Sein Wahlspruch lautet:  In servitio Redemptori ("Im Dienst des Erlösers")